# مباتسي (كيكلاديس)
مباتسي (Μπατσί) هي مدينة في كيكلاديس في اليونان.